# NPO Almaz

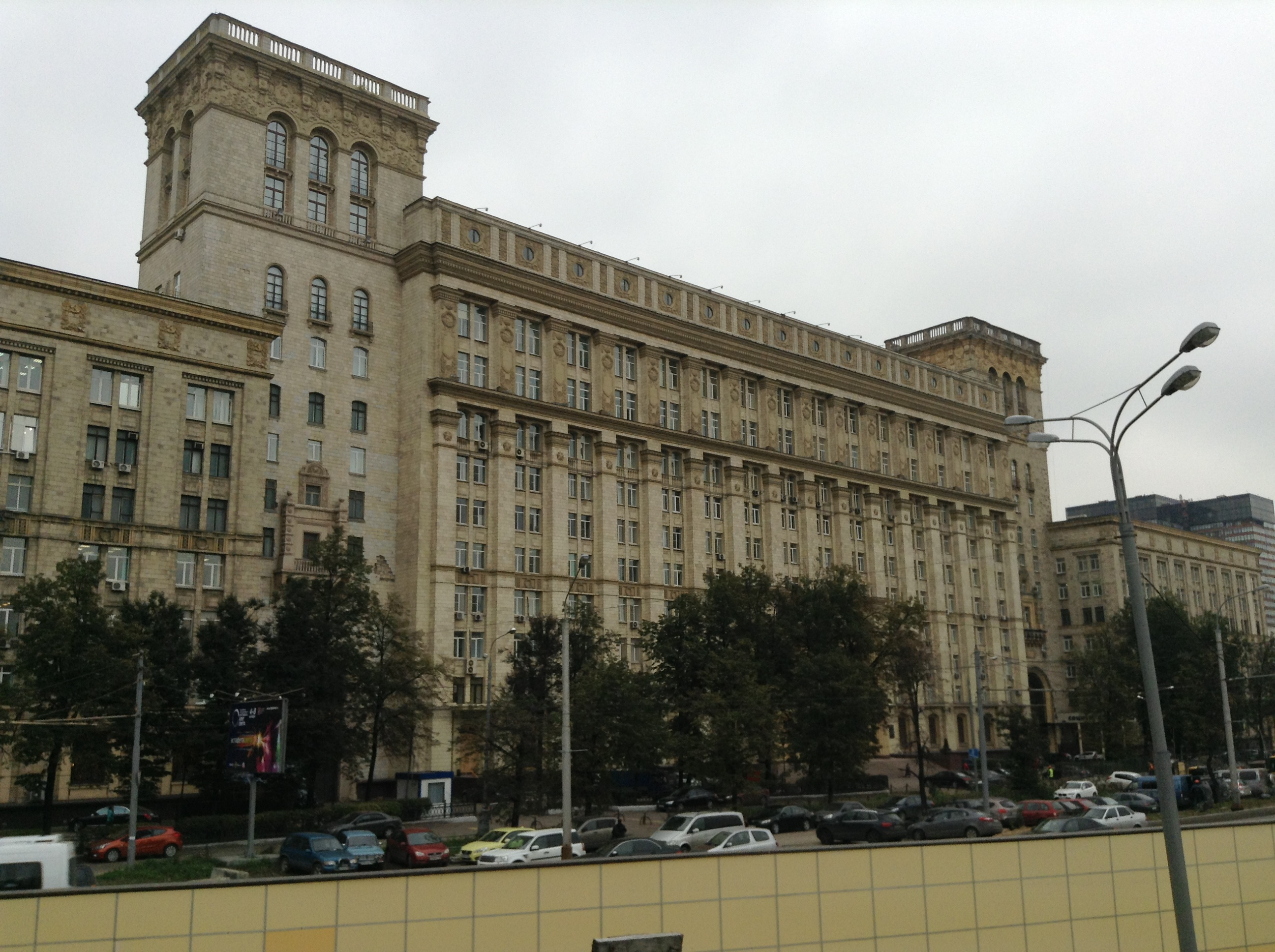
Trụ sở NPO Almaz tại Moscow (xây dựng năm 1953)

Công ty cổ phần NPO Almaz mang tên A.A. Raspletin (tiếng Nga: ГСКБ Концерна ПВО "Алмаз-Антей", trước đây là SB-1, 1947–50; KB-1, 1950–66; MKB Strela, 1966–71; TsKB Almaz, 1971–88; NPO Almaz, 1988–2008; GSKB Almaz-Antey, 2008–15) là một trung tâm nghiên cứu quốc phòng của Liên Xô, được thành lập năm 1947. Nó là một phần thuộc công ty Almaz-Antey. Trụ sở chính đặt tại số 80, đại lộ Leningradsky, Matxcơva.

## Lịch sử
Công ty mang tên thiết kế trưởng Aleksandr Andreyevich Raspletin.
Kể từ năm 1955, KB-1 đã phát triển các hệ thống tên lửa phòng không như S-25 Berkut, S-75 Dvina, S-125 Neva/Pechora, S-200 Angara/Vega/Dubna, Tổ hợp tên lửa S-300, Tổ hợp tên lửa S-400, S-300PMU, S-300PMU2, và S-350E Vityaz 50R6.
Vào ngày 30 tháng 11 năm 2009, hội đồng quản trị của Almaz-Antey đã bỏ phiếu để tổ chức lại các công ty cổ phần NIEMI, NIIRP, MNIIRE Altair và MNIIPA, hợp nhất chúng với NPO Almaz để thành lập liên doanh GSKB. GSKB trở thành chi nhánh R&D đứng đầu của cổ phần Almaz-Antey, trở thành Phòng thiết kế hệ thống chính (tiếng Nga: ГСКБ, Головное системное конструкторское бюро).
Trung tâm nghiên cứu và khoa học NIIRP đang phát triển Hệ thống liên hợp phòng thủ tên lửa đạn đạo và đường không (tiếng Nga: ЕС ЗРО ПВО-ПРО). NIIRP trước đó đã thiết kế các hệ thống phòng thủ chống tên lửa đạn đạo A-35 và A-35M BMD. Sau đó cũng chính NIIRP đã tham gia phát triển thành công hệ thống phòng thủ chống tên lửa đạn đạo A-135 BMD thế hệ tiếp theo, cùng với hệ thống bắn đa kênh Amur-P được đưa vào hoạt động để bảo vệ Moscow vào ngày 17 tháng 2 năm 1995.
Công ty cũng phát triển hệ thống tên lửa phòng không S-500 và S-1000.

## Dòng sản phẩm
- Tên lửa phòng không
S-125 Neva/Pechora
Tổ hợp tên lửa S-400
Tổ hợp tên lửa S-300 PMU-2
Tổ hợp tên lửa S-300 P
- Tên lửa phòng không lục quân (Phát triển bởi Viện NIEMI)
S-300VM
S-300V
Tên lửa phòng không tầm ngắn Tor-M2E
Radar chống tàng hình 55Zh6M Nebo M và UME[1][2]
- Tên lửa phòng không Hải quân (Viện MNIIRE Altair)
Tên lửa phòng không tầm trung đa kênh Shtil-1
Hệ thống tên lửa phòng không S-300F Rif-M
Hệ thống tên lửa phòng không Klinok
Bệ phóng tên lửa 3M-47 Gibka
Podzagolovok-24E
Hệ thống tên lửa Moskit-E, Moskit-MVE
- Hệ thống điều khiển tự động (Viện MNIIPA)
Baikal-1ME
Krim-KTE
Universal-1E
Fundament-2E

## Link ngoài
- (bằng tiếng Nga) Official site of GSKB Almaz-Antey
- (bằng tiếng Anh) Official site of Almaz-Antey
- NPO Almaz at Globalsecurity.org